# 관도 대전
관도 대전(官渡大戰)은 중국 후한 말 시기에 관도(官渡 : 현재의 허난성 정저우시 중무현 근처)에서 사공 조조(曹操)와 대장군 겸 기주목 원소(袁紹)가 벌인 큰 전투이다. 적벽 대전 · 이릉 대전과 함께 삼국시대의 흐름을 결정지었던 중요한 전투이다.
좁은 의미로는 관도에서 벌어진 전투라고 볼 수 있으나, 넓은 의미로는 원소와 조조의 일련의 항쟁을 합친 큰 전투였다. 백마 전투를 전초전으로 시작하여 원소의 곁에 있던 유비는 여남(汝南)에서 교란작전을 일으키는 등 중원 일대를 둘러싸고 벌어졌다.

## 배경
당시 후한 황제는 명목상의 존재였고, 중원 각지는 군웅이 할거하는 전란의 시대였다. 서서히 군웅 중에서도 승자만이 살아남게 되었으니, 그중 가장 강력한 자들이 조조와 원소였다. 이 두사람은 어린 시절부터의 친구이기도 했다.
조조는 환관 가문 출신이지만, 부친 조숭(曹嵩)이 삼공(三公)중 하나인 태위(太尉)까지 올랐었고, 조조 자신도 군웅할거 중기에 두각을 나타내 헌제(献帝)를 손안에 넣어 도의적인 정당성을 확보하고, 여포(呂布), 원술(袁術), 장수 등을 차례로 쓰러뜨리며 하남(河南)에서 강소성(江蘇省) 장강(長江) 이북에 걸친 지역을 지배했다.
한편 원소는 사세삼공(四世三公)이라 불리는 명문 출생으로 비록 노비에게서 태어난 사생아였지만 어려서부터 두각을 나타내 청류파의 사상 정치가로 명성을 떨쳤으며 이를 바탕으로 빠르게 군벌화하여 한복(韓馥), 공손찬(公孫瓚), 장연(張燕), 공융(孔融) 등의 군벌들을 격파, 병합해 청(靑), 기(冀), 유(幽), 병(幷)의 4주(州 : 현재의 하북, 산서, 산동)를 지배했으며 당시 중국에서 가장 강력한 세력으로서 최고의 위세를 떨쳤다.
처음에 조조는 원소의 지원으로 인해 세력을 성장시킬 수 있었고, 이후로도 줄곧 조조는 원소와 우호적인 관계를 맺고 있었으나 조조의 독단적인 헌제 옹립을 계기로 완전히 원소와 결별했고 대립이 깊어져갔으며, 원소는 공손찬을 격파한 뒤 정병 10만을 선발하여 조조에 대한 공격을 준비했다. 이때 참모 전풍(田豊)과 원소군의 2인자 격에 위치에 있던 저수(沮授) 등은 아군이 공손찬과 싸우느라 국력이 피폐해져 있고, 천자를 끼고 있는 군대를 치는 것은 의로움에 위배된다고 하여 원소의 출정을 만류했으나 당시 원소에게 크게 중용되고 있던 곽도(郭圖) 등은 객관적으로 조조의 국력을 하북의 강역을 차지하고 있는 아군에 비해 크게 뒤떨어지며, 황실과 대적하는 것이 아니라 단지 칼날이 역신 조조만을 향하는 것이므로 지지를 받을지언정 의로움에 위배될 수가 없다는 이유를 들어 이를 반박했고 오히려 저수의 위세가 지나치게 강하다는 점을 들어 그를 탄핵했다. 원소는 이를 받아들여서 강대했던 저수의 권한을 삼분하고 저수와 곽도, 순우경(淳于瓊)이 각각 권력을 가지게 되었다.
199년 유비가 서주(徐州)에서 조조에게 반란을 일으키고, 원소와 손을 잡았다. 이에 조조는 직접 출진해 유비를 격파했고 패배한 유비는 원소에게 몸을 의탁했으며, 관우는 조조의 포로가 되어 조조의 객장으로 지내게 되었다. 삼국지 원소전에 의하면 이때 원소의 참모 전풍은 조조가 유비에게 신경이 쏠린 틈을 타 배후를 공격하자고 주장하였으나 원소는 아들의 병을 이유로 거절했다고 기록되어 있는데, 이 내용은 원소전에서만 찾아볼 수 있는 내용이며 현실적으로 아들의 병환 때문에 큰 일을 무시한다는 것은 이전 원소의 행보와는 전혀 맞지 않는 일이므로 원소의 진의가 무엇이었는지는 알 수 없다. 삼국지 무제기와 곽가전에 의하면 원소가 움직이지 않은 이유가 의심이 많았기 때문이라고 기록되고 있다.
다만 우금전에 의하면 원소는 조조가 유비를 공격하는 틈을 타 연주를 공격했다. 당시 우금은 조조를 대신해 주요 거점이던 연진을 지키고 있었는데, 이 사이에 원소군이 남하해 연진을 공격하자 굳게 수비해 이를 막아냈으며 악진 등과 함께 황하에서 서쪽으로 이동하며 오히려 반격을 가해 급(汲) · 획가(獲嘉) 2개 현에 주둔하던 원소군의 수비초소 30여 개를 불태우며 하무(何茂) · 왕마(王摩) 등을 항복시켰다. 하지만 다른 기록들에서는 한결같이 원소가 움직이지 않았다고 주장하고 있으며, 우금전에서도 이에 대한 원소의 적극적인 응전은 보이지 않는 점 등을 봤을 때 당시 원소의 움직임은 견제 수준에서 그쳤던 것 같다.

## 백마 전투
원소는 격문을 돌려 조조의 부정을 성토했으며 10만의 대군을 편성해 조조와의 결전을 감행한다. 이때 전풍은 “조조는 유비를 격파해 허(許, 조조의 본거지로서 헌제의 거주지)는 비워있지 않습니다. 지구전으로 끌고가는 것이 좋습니다.”라고 말하고, 본거지를 지키면서 조조의 후방을 교란한다면 3년 안에 승리할 수 있다고 말했으나 원소에게 받아들여지지 않았다. 전풍은 자신의 주장을 강하게 피력하며 억지로 원소를 막으려고 하다가 대노한 원소에게 투옥되었다.
다음해 2월. 원소는 곽도와 순우경, 안량(顔良)을 파견해 백마(白馬 : 현재 황하 남쪽 강변)에 포진한 조조군의 동군 태수 유연(劉延)을 공격하게 했다. 이때 원소군의 참모 저수(沮授)는 안량을 기용하는 것은 좋지 않다고 간언했으나, 원소는 이를 듣지 않았다.
조조 측은 순유(荀攸)의 진언에 따라 연진(延津)에 주둔하며 미끼 및 견제로서 원소군을 분리시키는 데 성공한 후, 장료(張遼)와 관우를 선봉으로 삼아 안량을 공격해 격파했으며, 관우는 적 진영에 파고들어가 단칼에 안량을 베고 수급을 얻었다. 이에 곽도와 순우경 등은 백마의 포위를 풀었고 이 사이에 조조는 백마의 군대와 백성들을 모아 철수한다.
하지만 원소는 결과적으로 백마, 연진에 이르는 주요 도하 거점을 확보했고, 조조는 더욱 남쪽으로 철수하게 된다. 원소는 문추(文醜)를 보내 이를 추격하게 했으나, 조조는 다시 순유의 진언에 따라 수송대를 미끼로 사용해 문추군의 대열을 어지럽히게 한 뒤에 서황 등이 습격해 문추를 죽이는 데 성공했다. 다만 삼국지연의에서는 관우가 죽인 것으로 나온다.

## 관도 대전
이 시점에서 양군은 일시적으로 태세를 정비한다. 조조군은 관도로 물러났고, 원소 진영에서는 저수가 “북쪽(원소 진영)은 숫자가 많으나, 용맹함에는 남쪽(조조 진영)에 미치지 못합니다. 그러나 군량에 대해선 남쪽은 적고, 북쪽은 풍족합니다. 남쪽은 속전속결을 바라니 북쪽은 지구전이 유리합니다.”라고 말하며 또다시 지구전을 간언했으나 원소는 이를 듣지 않았다. 원소는 직접 군을 움직여 양무(陽武)까지 진군했다.(여기서 곽도,순우경 등과 합류한 것으로 보인다.) 이때 저수는 본대를 움직여 조조를 치지 말고 연진에 본영을 두면서 별군을 보내 관도를 칠 것을 진언했다고 하나 원소는 이를 따르지 않았다.
원소는 조조군을 공격해 동서 수십리에 걸쳐 진을 구축하고 서서히 전진하는 전술로 조조의 진영을 압박했다. 조조도 똑같이 수십리에 걸쳐 진영을 구축하며 전진해 이에 대응했다. 마침내 양군이 회전을 벌였는데, 조조군이 패주하여 요새로 들어가 굳게 지켰다. 원소는 더욱 진군하여 관도까지 조조군을 몰아붙였고, 토산을 쌓거나 지하도를 파서 성벽을 무효화하려고 했으나, 조조도 내부에 똑같은 것을 만들어 대응했다. 원소는 망루를 만들어 토산에서 조조 진영 안으로 화살을 쏘았다. 조조군은 이 공격에 크게 고전하였으나, 우금이 토산의 지휘를 맡아 분전하여 조조군의 전의를 불태웠다. 또한 조조는 발석차를 만들어 망루에 대응했다.
전황은 지구전 양상을 띠기 시작했다. 조조군은 크게 고전하고 있었고, 조조 진영의 식량 역시 나날이 줄어들어갔다. 걱정이 된 조조는 본거지를 지키던 순욱(荀彧)에게 편지를 보내 철수에 대한 상담을 했으나, 순욱은 철수에 대한 상담 대신 예상 밖의 일을 예측하고 기회를 노리면 기필코 승리할 수 있다고 조조를 격려했다.
한편 남쪽 여남에서 조조의 형세가 나빠진 것을 본 유벽(劉辟)이 원소에 호응해 반란을 일으켰고, 원소는 그를 지원하기 위해 유비를 파견했다. 조조는 조인(曹仁)을 파견해 이들을 격파했다. 패배한 유비는 유표곁으로 도망쳤다. 또한 조조는 순유의 진언에 따라 서황(徐晃)과 사환(史渙)에게 명령해 원소군의 수송대를 공격해 수천대의 곡물수송차를 불태웠다.
하지만 원소는 관도에 조조를 묶어둔 채 지속적으로 자신에게 호응하는 반란을 유도했고, 예주 전 지역이 원소군으로 돌아서는 등 조조군의 전황은 점차 절망적으로 악화되었다. 이 무렵 원소 진영의 허유(許攸)는 비리가 탄로나 가족들이 투옥당한 일이 있었다. 허유는 좁아진 입지를 만회하기 위해 원소에게 군사를 나눠 허도를 습격하자는 적극적인 헌책을 했으나 원소는 관도에서 조조를 포위해 사로잡는 것으로 완전히 결착이 날 것으로 여겼으므로 이를 거절하였다. 자신의 계책이 거절당한 데에 분노한 허유는 더 이상 원소 밑에서 출세하기가 어렵다고 보아 조조 진영에 투항해 왔다. 허유는 순우경(淳于瓊)이 원소군의 병량을 운송하는 것과 순우경이 오소(烏巣)에 주둔하고 있다는 것을 알려주고, 이곳을 기습할 것을 진언했다. 조조의 측근의 대부분은 이 허유의 발언을 의심했으나, 순유와 가후(賈詡)만이 이 의견을 지지했다. 이에 조조는 즉시 행동을 개시해 직접 원소군으로 위장한 보병과 경기병으로 구성된 5천의 특공대를 이끌고 기습, 오소의 군량과 말먹이, 군수물자들을 소각한 뒤 순우경의 군량 경비군을 섬멸하고 순우경을 참수했다.
한편, 오소에 있는 순우경이 습격당한 것을 알게 된 원소는 순우경이 지키는 오소가 쉽게 함락 당할 리 없다고 여겼으므로, 오히려 조조의 주력이 빠져나가 수비가 약해진 본진을 더욱 몰아붙여야 한다고 판단, 장합(張郃)과 고람(高覧)에게 주력군을 내어 조조의 본진을 공격하게 했으며 순우경에게는 경기병을 보내 지원했다. 하지만 결국 오소의 군대는 간발의 차이로 원군의 도착 이전에 전멸당했고, 순우경군이 전멸당했다는 소식을 들은 원소 진영은 책임 소재를 두고 내분이 벌어졌다. 이에 장합이 배신하여 원소를 공격했으며 진영을 불태우고 조조에게 투항했다. 장합의 공격을 받은 원소는 단지 800명의 기병만을 이끌고 갑옷도 입지 못한 채로 급히 도망쳤는데, 예상치 못한 아군의 습격에 더해 총사령관의 행방과 생사마저 알 수 없었던 나머지 군사들은 대혼란에 빠져 사실상 완전히 무너졌다.
원소의 패배를 가져온 직접적인 원인은 부패한 관료 허유의 배신이었지만, 사태를 더욱 심각하게 만든 것은 군의 수장 원소와 근위세력인 곽도 등의 지나친 독선과 오만함이었으며 이로 인해 간부들의 배신이 속출한 것이다.

## 관도대전 후
원소의 패배를 본 기주 각지에서 반란이 일어났으나 원소는 자신이 살아있음을 알리고 패군을 수습해 귀환했으며, 반란을 일으킨 군현을 공격해 모두 평정했다(201년 4월). 또한 원소는 전풍을 처형했는데, 이는 원소가 두고두고 비판을 받는 원인이 되었다.
원소와 합류하지 못한 군사들은 조조의 공격을 받아 죽거나 사로잡혔는데, 조조는 사로잡은 병사들도 모두 생매장해 죽였다. 이때 죽은 원소의 군사들은 7만 혹은 8만이라고도 하는데, 조조군의 병력이 1만이었다고 기록된 것과 더불어 조조의 승리를 미화하기 위해 과장된 것이라는 견해가 일반적이다.
한편, 조조 역시 원소의 침입으로 영내에 큰 피해를 입어 내부 정리로 시간을 써야 했으므로 관도전 이후 원소와 조조는 황하를 두고 군대를 주둔시켜 약 1년간을 대치했다.
202년 5월, 관도의 패전 이후 건강이 악화된 원소는 병이 들어 피를 토하며 죽었다. 원소의 아들 원상(袁尙) 뒤를 이었으나 나이가 어렸으므로 원소의 조카(원담은 원소의 장남이나 원소가 그를 자신의 죽은 형의 양자로 입적시켜 호적상으로는 원소의 조카이다.) 원담(袁譚)은 원상에게 공공연히 불복하며 자신이 원소의 후계를 이어받을 것을 주장했고, 이로 인해 원소의 세력은 크게 흔들리게 되었다. 이에 조조는 대대적으로 군사를 일으켜 기주를 공격했으나 원상에게 여양에서 격파당하여 철수한다(203년 4월).
하지만 원담이 원상을 공격함으로써 내전이 발발했고, 이 틈을 타 조조는 원담과 연합하고 다시 원상을 공격해 멸망시켰다. 이로써 원소가 세운 정권은 완전히 붕괴되었으며 조조는 뒤이어 원담과 싸워 그를 죽이고 기주를 평정했다.(205년 1월) 이로써 조조는 당대의 최대세력으로 떠오르게 되었다.

## 의문점
관도의 병력에 대해선 삼국지의 저자 진수(陳寿)가 쓴 본문부분에는 원소군 10여만, 조조군 1만에 불과하다고 적었으나, 이것에 대해 배송지(裴松之)는 의문을 제기했다. 그 이유로는
1. 조조가 세력을 일으켰을 때 5천의 병사를 갖고 있었고, 그 후 황건적의 잔당 30만을 항복시키고, 기타 수많은 세력을 병합하였다. 그런데도 겨우 1만이라고 말하는 것은 너무 적다고 생각된다.
2. 원소는 수십 리에 걸쳐 둔영을 연결하며 군대를 진군시켰는데, 조조가 원소군의 1할 정도밖에 되지 않는 전력으로 이에 똑같이 대응한다는 것은 불가능한 일이다.
3. 원소군이 조조군의 10배였다면 이치상 포위하고 출입을 단절해야 하나, 조조가 별군을 나눠 원소군을 공격할때도 이것이 저지된 일이 없었던 것은 원소의 군사수가 조조를 완전히 압도할 수 없었던 까닭이다.
4. 원소군이 붕괴한 후 원소군의 병사 8만을 붙잡았다고 하는데, 고작 1만에 불과한 병사로 8만 명을 사로잡을 수 있다고는 생각할 수 없다.

등을 꼽을 수 있었다. 진수가 왜 책에 그렇게 기술했냐는 것에 대해선 조조의 군략을 돋보이기 위해 과장해서 쓴 것이라고 생각할 수 있다. 즉 [삼국지] 위서 국연(國淵)전에서는 도적의 무리를 격파한 상황에서 이것을 보고할 때 상주문에는 1을 10으로 과장해서 기재하는 것이 그 시대 통례라고 일지에 기술되어 있다. 그래서 연의에서는 조조군 7만, 원소군 70만이라고 기술한것도 있다. 덧붙여서 이 전투 후에도 세력적으로는 여전히 원소가 우세했다. 원씨 가문의 멸망을 결정짓게 만든것은 그 후 일어난 원소의 급사와 어린 후계자 원상의 집권으로 인한 내부분열 때문이었다.

## 기타
- 소설 《삼국지연의》에서는 관도 대전에 대한 이야기가 거의 나오지 않은 듯이 알려져 있으나, 이는 사실과 다르다. 다만 서술의 관점이 관도 대전이 아니라 유비가 원소에게서 벗어나는 일이나, 관우의 오관참장(五關斬將, 또는 오관육참(五關六斬)이나 단기주천리(單騎走千里))에 맞추어져 있기 때문에 읽고도 모르는 때가 많다.

- 중국 삼국시대에서 중요한 전투이나 《삼국지연의》에서 중요하게 다루지 않아서 적벽대전에 비해 그다지 알려져 있지 않다.

1. ↑  연의에서는 순우경에게 업무태만죄를 적용해 그의 코와 귀와 손가락을 베어 추하게 만든 뒤 원소에게 돌려보낸 것으로 나온다. 참고로 조조는 처음부터 순우경의 재능을 아껴 자기 편으로 끌어들이려 했으나 순우경은 "내가 진 건 다 하늘의 뜻이다"라며 거절하자 어쩔 수 없이 죽였다.